# Forest Lawn Memorial Park (Hollywood Hills)
Forest Lawn Memorial Park – Hollywood Hills är en av sex Forest Lawn-kyrkogårdar i södra Kalifornien. Den är belägen på adressen 6300 Forest Lawn Drive i Hollywood Hills i Los Angeles. Kyrkogården invigdes 1906 och många framstående artister är begravda där. 

## Kända begravda personer i urval

### A
- Edie Adams, skådespelare och sångare
- Philip Ahn, skådespelare
- Harry Akst, låtskrivare
- Robert Aldrich, regissör
- Steve Allen, skådespelare, komiker, författare och programledare (omärkt grav)
- Leon Ames, skådespelare
- Morey Amsterdam, skådespelare och komiker
- Carl David Anderson, Nobelprisvinnande forskare
- Gene Autry, skådespelare och sångare
- Tex Avery, animatör

### B
- Lloyd Bacon, regissör
- Don "Red" Barry, skådespelare
- Judith Barsi, barnskådespelare
- Clyde Beatty, cirkusdirektör och lejontämjare
- Ralph Bellamy, skådespelare
- Lamont Bentley, skådespelare
- Mary Kay Bergman, röstskådespelare
- Tom Bosley, skådespelare
- Mary Brian, skådespelare
- Albert "Cubby" Broccoli, producent
- Edgar Buchanan, skådespelare
- Solomon Burke, sångare
- Smiley Burnette, skådespelare

### C
- Stephen J. Cannell, producent
- David Carradine, skådespelare
- Michael Chekhov, skådespelare, regissör och författare
- Don Cornelius, programledare och producent
- William Conrad, skådespelare
- Jerome Cowan, skådespelare
- Scatman Crothers, skådespelare och musiker

### D
- Bette Davis, skådespelare
- Laraine Day, skådespelare
- Gene de Paul, kompositör
- Sandra Dee, skådespelare
- Ronnie James Dio, sångare och låtskrivare, medlem i Black Sabbath, Rainbow, Heaven and Hell och Dio
- Roy Oliver Disney, företagsledare, äldre bror till Walt Disney, medgrundare av The Walt Disney Company, far till Roy E. Disney
- Edward Dmytryk, regissör
- Jimmie W. Dodd, skådespelare, sångare, och låtskrivare, programledare i The Mickey Mouse Club, "Mouseketeer"
- Michael Clarke Duncan, skådespelare
- Dan Duryea, skådespelare

### E
- James Ellison, skådespelare
- Dan Enright, producent
- Josh Ryan Evans, skådespelare

### F
- Richard Farnsworth (1920–2000), stuntman och skådespelare
- Marty Feldman (1934–1982), skådespelare och komiker
- Jim Ferrier, professionell golfspelare
- Carrie Fisher, skådespelare och författare
- Melvin Franklin, sångare och medlem i The Temptations

### G
- Reginald Gardiner, skådespelare
- Marvin Gaye, sångare (kremerad här; askan spridd i Stilla havet)
- Andy Gibb, sångare
- Hughie Gibb, bandledare, pappa till Bee Gees och Andy Gibb.
- Joel Goldsmith, kompositör

### H
- Porter Hall, skådespelare
- Thurston Hall, skådespelare
- John Hancock, skådespelare
- Jack Hannah (1913–1994), animatör
- Ann Harding, skådespelare
- Neal Hefti, kompositör
- Wanda Hendrix, skådespelare
- Higgins, djurskådespelare  (urnan är begravd hos tränaren, Frank Inn)[1]
- Michael Hutchence, sångare, frontman i INXS

### I
- James Ingram (1952–2019), musiker, sångare och låtskrivare
- Rex Ingram (1895–1969), skådespelare
- Jill Ireland, skådespelare, maka till skådespelarna, David McCallum och Charles Bronson
- Ub Iwerks, animatör, medskapare till Musse Pigg och Kalle Kanin

### J
- Tony Jay, skådespelare och röstskådespelare
- Allyn Joslyn, skådespelare

### K
- Bob Kane, serietecknare, medskapare av DC Comics superhjälte Batman tillsammans med Bill Finger
- Stacy Keach, Sr., skådespelare, far till skådespelarna, Stacy Keach och James Keach
- Buster Keaton, skådespelare och komiker
- Lemmy Kilmister, musiker, medgrundare, frontman och basist i Motörhead
- Rodney King, offer för polisbrutalitet 1991
- Ernie Kovacs, skådespelare och komiker
- Otto Kruger, skådespelare

### L
- Dorothy Lamour, skådespelare och sångare
- Fritz Lang, regissör
- June Lang, skådespelare
- Walter Lantz, animatör och grundare av Walter Lantz Productions
- Eric Larson, animatör
- Charles Laughton, skådespelare
- Stan Laurel, skådespelare och komiker, ena halvan av duon Helan och Halvan
- Lance LeGault, skådespelare
- Liberace, musiker
- Carey Loftin, skådespelare och stuntman
- Julie London, skådespelare och sångare
- John Lounsbery, animatör

### M
- Marjorie Main, skådespelare
- Richard Marquand, regissör
- Teena Marie, sångare och låtskrivare
- Garry Marshall, regissör, skådespelare och producent, bror till Penny Marshall och Ronny Hallin, skapare av TV-programmen Omaka par, Gänget och jag, Laverne and Shirley och Mork & Mindy
- Strother Martin, skådespelare
- Frank Mayo, skådespelare
- Ed McMahon, TV-programledare
- Ralph Meeker, skådespelare
- Brittany Murphy, skådespelare, sångare, röstskådespelare (även hennes make Simon Monjack)
- Timothy Patrick Murphy, skådespelare

### N
- Ricky Nelson, skådespelare och sångare
- Red Nichols, musiker

### O
- Donald O'Connor, skådespelare, sångare och dansare

### P
- Nestor Paiva, skådespelare
- Jean Parker, skådespelare
- Luke Perry, skådespelare
- Brock Peters, skådespelare
- Jeff Porcaro, musiker, batterist i Toto
- Mike Porcaro, basist i Toto, yngre bror till Jeff Porcaro
- Freddie Prinze, skådespelare och komiker

### Q
- Glenn Quinn, skådespelare

### R
- George Raft, skådespelare
- Lou Rawls, sångare
- Debbie Reynolds, skådespelare och sångerska
- John Ritter, skådespelare
- Jason Robards, Sr., skådespelare, far till skådespelaren, Jason Robards
- Kasey Rogers, skådespelare

### S
- Sabu, skådespelare
- George Savalas, skådespelare
- Telly Savalas, skådespelare
- Ruth St. Denis, dansare och koreograf
- Rod Steiger, skådespelare
- George Stevens, regissör
- McLean Stevenson, skådespelare

### T
- Rod Taylor, skådespelare
- Jack Teagarden, musiker
- Bobby Troup, skådespelare och musiker
- Forrest Tucker, skådespelare

### V
- Lee Van Cleef, skådespelare
- Dick Van Patten, skådespelare

### W
- Paul Walker, skådespelare
- Jack Webb, skådespelare, producent och regissör
- Billy West, skådespelare och komiker
- Norman Whitfield, låtskrivare och kompositör
- Vesta Williams, sångare
- Charles Winninger, skådespelare
- Ilene Woods, skådespelare, sångare och röstskådespelare

### Z
- George Zucco, skådespelare